# Giovanni Aldini

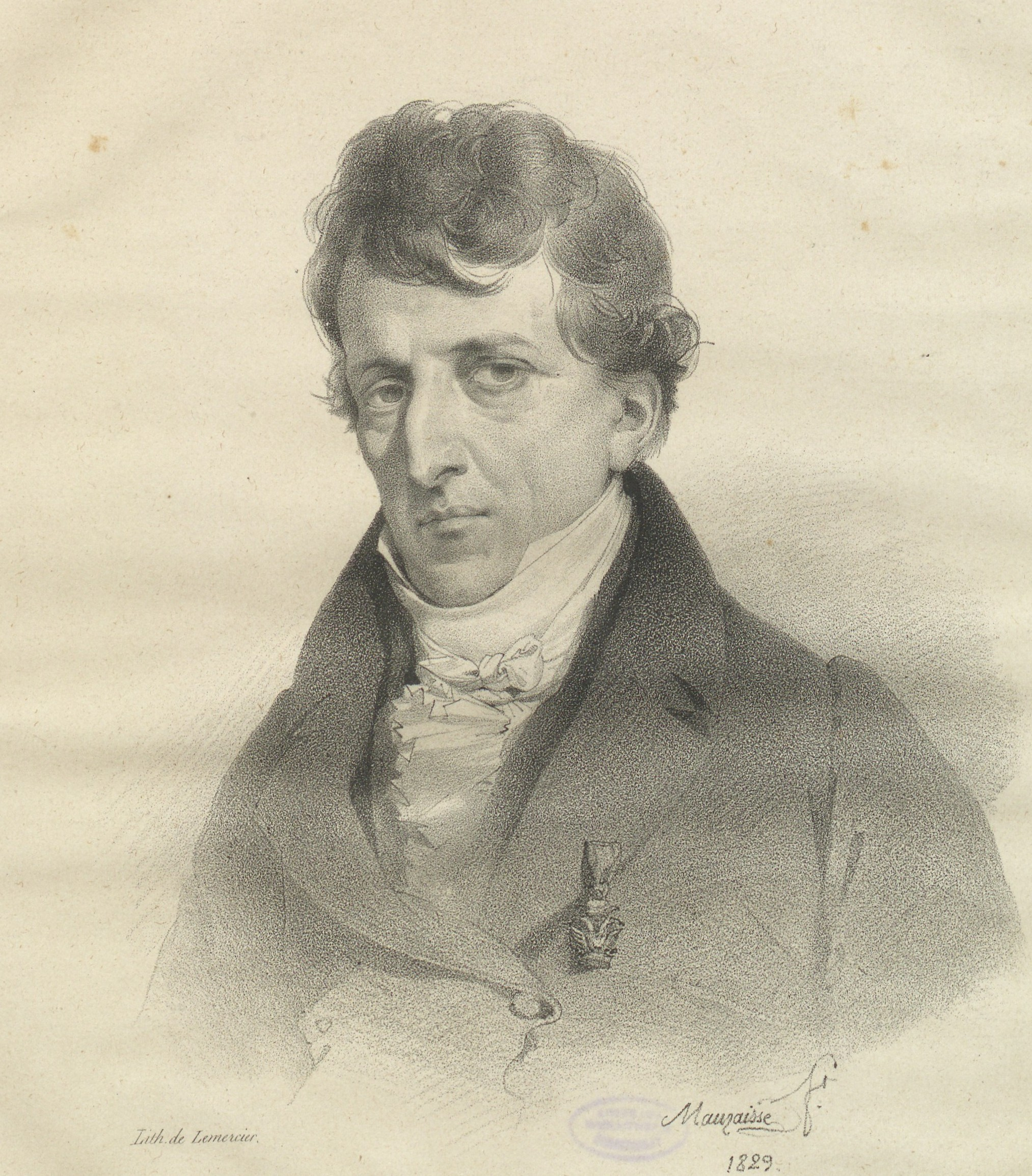
Giovanni Aldini, 1829

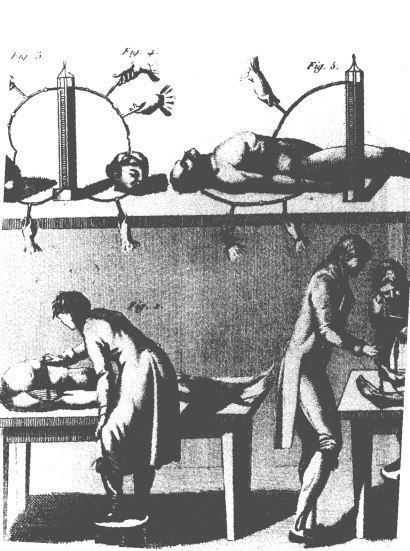
Experimente am Leichnam des hingerichteten Doppelmörders George Forster

Giovanni Aldini (* 10. April 1762 in Bologna; † 17. Januar 1834 in Mailand) war ein italienischer Physiker, bekannt durch seine Experimente mit elektrischem Strom an menschlichen Leichen.

## Leben und Werk

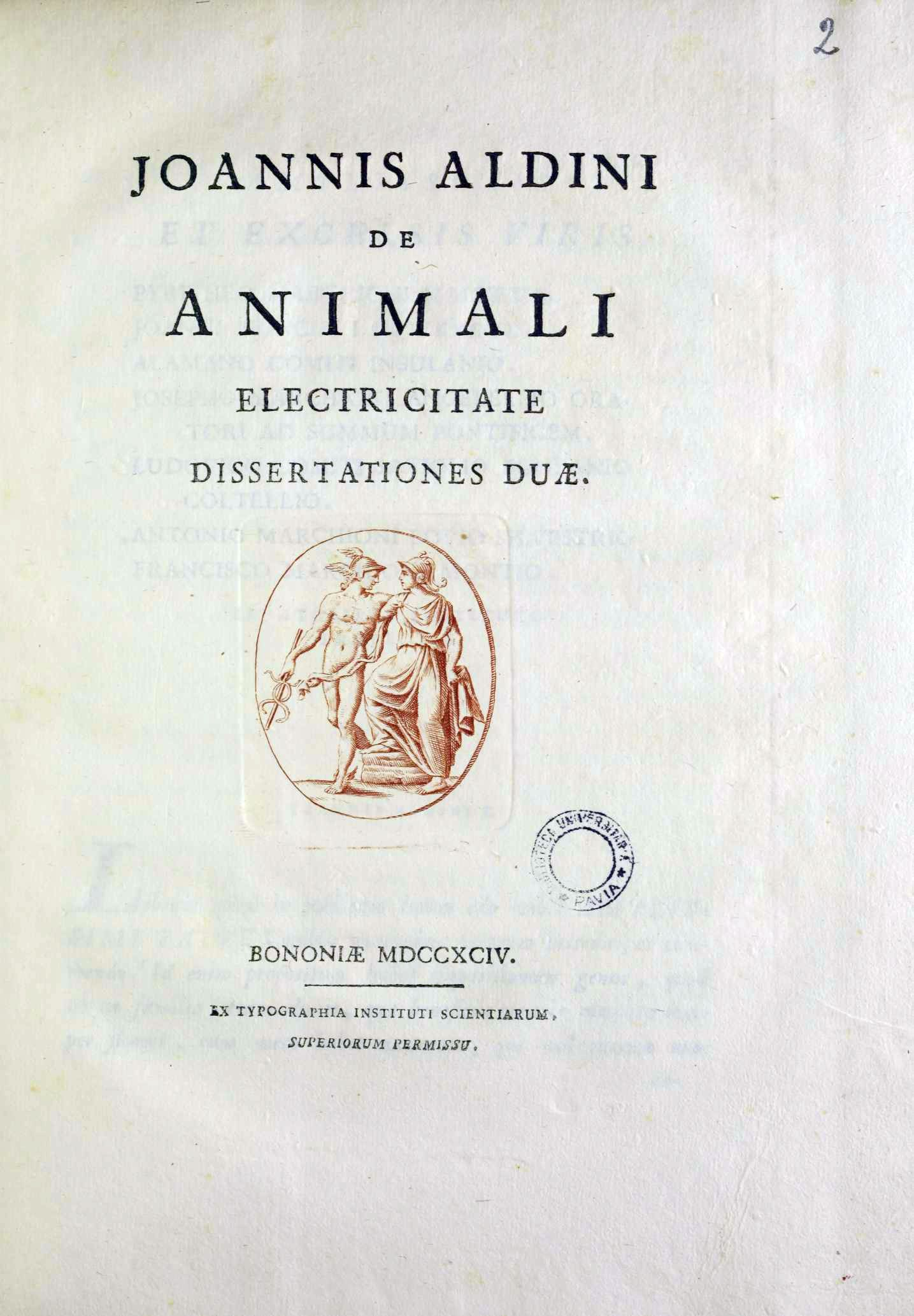
De animali electricitate, 1794

Aldini wurde 1798 als Nachfolger seines Lehrers Sebastiano Canterzani (1734–1819) Professor für Physik an der Universität Bologna. Seine wissenschaftliche Tätigkeit war geprägt von der Beschäftigung mit dem Galvanismus und seinen medizinischen Anwendungen, mit der Konstruktion und Beleuchtung von Leuchttürmen sowie mit Experimenten zum Schutz des Menschen vor dem Feuer. Seine Werke schrieb er in italienischer, französischer und englischer Sprache.
Als einer der sogenannten „Galvanisten“ demonstrierte G. Aldini seine Experimente auch in der Öffentlichkeit. Seine Versuche beschränkten sich dabei nicht auf Tiere, sondern er wollte ausdrücklich auch an die „Leiche des Menschen mit der in höchstem Maße konservierten Lebenskraft“. Diese Möglichkeit bot sich ihm an Enthaupteten und Erhängten, darunter namentlich auch zum Beispiel dem in London wegen zweifachen Mordes verurteilten George Forster. Details zu den Versuchen finden sich im „Newgate-Kalender“, einer Aufzeichnung über Hinrichtungen im Newgate-Gefängnis, einem der berüchtigtsten Gefängnisse Englands:
Bei einer ersten Stromanwendung im Gesicht hätten die Wangen des Hingerichteten gezuckt und die angrenzenden Muskeln hätten sich fürchterlich verzerrt; sogar ein Auge sei dabei geöffnet gewesen. In einem nachfolgenden Versuch habe sich die rechte Hand angehoben und verkrampft, Beine und Oberschenkel hätten sich bewegt. Der Eindruck auf Anwesende muss derart stark gewesen sein, dass sie dachten, Forster sei tatsächlich zum Leben wiedererweckt worden. Ein offiziell anwesender Bediensteter aus der Chirurgie, Mr. Pass, war dermaßen schockiert, dass er kurz darauf zuhause starb.
In Anerkennung seiner Verdienste wurde Aldini durch den Kaiser von Österreich zum Ritter der eisernen Krone geschlagen und zum Stadtrat in Mailand ernannt. Mit einer beträchtlichen Summe gründete er eine Schule für Naturwissenschaften in Bologna. 1804 wurde er korrespondierendes Mitglied der Bayerischen Akademie der Wissenschaften. Im Jahr 1819 hatte Aldini erstmals Elektrostimulationen bei Herzen enthaupteter Menschen durchgeführt und galvanische Ströme zur Behandlung von Synkopen empfohlen.
Aldini war ein Bruder des Staatsmannes Antonio Aldini und Neffe von Luigi Galvani, welcher elektrische Experimente an Froschschenkeln durchführte und seine Ergebnisse 1791 veröffentlichte.